# Maîtrise de Notre-Dame de Paris
Maîtrise de Notre-Dame de Paris je pěvecký sbor při katedrále Notre-Dame v Paříži. Chór vznikl již ve 12. a 13. století zároveň s katedrálou. Od roku 1455 má sídlo v Rue Massillon. V moderní době se skládá ze tří subjektů – dětského sboru, sboru dospívajících a sboru dospělých, které jsou sdruženy v asociaci Musique sacrée, která byla založena v roce 1991.
Mezi kapelníky při pařížské Notre-Dame patřili např. magister Leoninus, Perotinus Magnus, André Campra nebo Jean-François Le Sueur.